# Rhinolophus denti
Rhinolophus denti es una especie de murciélago de la familia Rhinolophidae.

## Distribución geográfica
Se encuentra en  Angola, Botsuana, Ghana, Guinea, Guinea Bissau, Namibia, Sudáfrica y Zimbabue.

## Hábitat
Su hábitat natural son: sabanas áridas cuevas, y los lugares subterráneos